# Championnat du Luxembourg de football 1911-1912
Navigation
Saison précédente Saison suivante
La saison 1911-1912 du Championnat du Luxembourg de football était la 3e édition du championnat de première division au Luxembourg. Quatre clubs sont regroupés au sein d'une poule unique où ils s'affrontent deux fois, à domicile et à l'extérieur.
C'est le club de l'US Hollerich qui remporte le titre en gagnant par forfait la finale pour le titre disputée face au tenant du titre, le Sporting Club Luxembourg, les deux clubs ayant terminé à égalité en tête du classement final. C'est le tout premier titre de champion du Luxembourg de l'histoire du club.

## Les 4 clubs participants
| - Sporting Club Luxembourg - Racing Club Luxembourg - US Hollerich - Daring Club Eich |

## Compétition

### Classement
| Rang | Équipe                       | Pts | J | G | N | P | Bp | Bc | Diff |
| ---- | ---------------------------- | --- | - | - | - | - | -- | -- | ---- |
| 1    | US Hollerich                 | 8   | 6 | 4 | 0 | 2 | 21 | 10 | +11  |
| 2    | Sporting Club Luxembourg (T) | 8   | 6 | 4 | 0 | 2 | 24 | 9  | +15  |
| 3    | Racing Club Luxembourg       | 7   | 6 | 3 | 1 | 2 | 23 | 11 | +12  |
| 4    | Daring Club Eich             | 1   | 6 | 0 | 1 | 5 | 5  | 43 | -38  |

|  | Participation à la finale pour le titre |
|  | (T) Tenant du titre                     |

### Finale
| Équipe 1     | Résultat | Équipe 2                         |
| ------------ | -------- | -------------------------------- |
| US Hollerich | -        | forfait Sporting Club Luxembourg |

## Bilan de la saison
| Championnat du Luxembourg de football 1911-1912 |                          |
| Champion                                        | US Hollerich (1er titre) |
| Promotions et relégations                       |                          |
| Promus en Division Nationale                    | Inconnu                  |
| Relégués en Division d'Honneur                  | Inconnu                  |